# Acanthophis praelongus
Acanthophis praelongus là một loài rắn trong họ Rắn hổ. Loài này được Ramsay mô tả khoa học đầu tiên năm 1877.